# Панченко Віктор Володимирович
Ві́ктор Володи́мирович Па́нченко (26 жовтня 1968 — 25 січня 2023) — український військовослужбовець, учасник російсько-української війни.

## Життєпис
Народився 26 жовтня 1968 (за іншими даними 1978) року в селі Дяківка, Буринського району.
Пізніше сім'я переїхала до Конотопа, там закінчив школу № 4. Продовжив навчання в Державному навчальному закладі «Білопільське вище професійне училище». Після закінчення училища пройшов строкову військову службу, мав звання сержанта. Після служби працював у Конотопській залізничній станції, пізніше будівельником.
Під час окупації Конотопа російськими військами разом з друзями захопили в полон російського окупанта.
Загинув 25 січня 2023 в місті Вугледар Донецької області.
Похований у місті Конотоп.

## Нагороди та вшанування
- Орден «За мужність» III ступеня[1].
- Почесний громадянин Конотопа.